# Втрати 68-ї окремої єгерської бригади
У статті описано обставини загибелі бійців 68-ї окремої єгерської бригади.

## Обставини втрат

### 2022
1. 19 квітня 2022 — Віталій Фурсяк, солдат, старший водій. Загинув у Донецькій області.[1]
2. 22 квітня 2022 — Завада Михайло Йосипович, солдат, стрілець. 22 листопада 1981, с. Драганівка.[2][3]
3. 24 квітня 2022 - Вязовченко Олег Юрійович, старший лейтенант. 25 грудня 1969 р.н., м.Івано-Франківськ. Загинув, с.Павлівка Донецької області.
4. 2 травня 2022 — Переходько Дмитро Григорович, солдат.[4]
5. 5 травня 2022 — Дземан Роман Михайлович («Сепар»). Загинув в результаті підриву на керованій міні поблизу м. Вугледара на Донеччині.[5]
6. 10 травня 2022 — Полюляк Микола Миколайович. 38 років, м. Кам'янець-Подільський. Загинув в районі села Павлівка на Донеччині під час мінометного обстрілу.[6]
7. 10 травня 2022 — Сас Дмитро Валентинович. м. Кам'янець-Подільський. Загинув в районі села Павлівка на Донеччині під час мінометного обстрілу.[7]
8. 13 травня 2022 - Штифлюк Олег Степанович, старший лейтенант, командир роти. Загинув с. Богоявленка, Мар'їнський район, Донецька область[8].
9. 13 червня 2022 — Гаврильчик Володимир Михайлович. Загинув в районі села Павлівка, Донецької області.[9]
10. 17 червня 2022 — Прозоровський Сергій Іванович, солдат, стрілець-помічник гранатометника. Загинув внаслідок мінно-вибухової травми у с. Єгорівка Донецької області.[10]
11. 18 червня 2022 — Антонюк Сергій Сергійович, солдат. 11 квітня 1975, с. Шкроботівка Кременецький район.[11]
12. 18 червня 2022 — Яцюк Анатолій Іванович, солдат. 24 лютого 1988, с. Шкроботівка Кременецький район.[11]
13. 11 серпня 2022 — Ігнатеско Дмитро Дмитрович («Італієць»), старший сержант. Загинув під час мінометного обстрілу.[12]
14. 20 серпня 2022 — Момотюк Володимир, сержант.[13]
15. 5 вересня 2022 — Логвіненко Валентин Леонідович «Качка», солдат, оператор відділення засекреченого зв'язку.[14]
16. 5 вересня 2022 — Мочульський Костянтин Володимирович («Фінт»). Старший лейтенант, командир взводу зв'язку.[15]
17. 5 вересня 2022 — Городецький Антон. 21 квітня 1986.[16]
18. 5 вересня 2022 — Тулін Євген («Зоря»), молодший сержант.[17]
19. 5 вересня 2022 — Савіцький Олександр («Сова»), старший оператор-зв'язківець.[18]
20. 5 вересня 2022 — Лісний Влас («Йоль»), зв'язківець, головний технік.[19]
21. 9 вересня 2022 — Тонкошкур Віталій.[20]
22. 15 жовтня 2022 — Артур Середюк. Загинув року під час виконання бойового завдання поблизу села Єгорівка на Донеччині.[21]
23. 15 жовтня 2022 — Кухарчук Микола Миколайович («Паска»). с. Тутовичі Рівненської області. Стрілець-помічник гранатометника. Загинув в районі села Єгорівка Донецької області від артилерійського обстрілу.[22]
24. 22 жовтня 2022 — Любомир Лукач («Лисий»), старший сержант. Загинув у бою біля села Єгорівка на Донеччині внаслідок артилерійського обстрілу.[23]
25. 26 жовтня 2022 — Юрій Фурсяк, солдат. Загинув у Донецькій області.[24]
26. 29 жовтня 2022 — Віктор Костів («Дєд»). м. Бережани Тернопільської області. Загинув біля села Павлівка на Донеччині.[25]
27. 9 листопада 2022 — Краснянський Дмитро («Дімон»). 36 років, м. Луганськ. Загинув біля села Павлівка на Донеччині[26]
28. 14 листопада 2022 — Віктор Старовойт, солдат, розвідник загону спеціального призначення. Загинув у Донецькій області.[27]
29. 5 грудня 2022 — Іван Семенович, солдат, розвідник-кулеметник загону спеціального призначення. Загинув у Донецькій області.[28]
30. 28 грудня 2022 — Олександр Синюк, солдат, розвідник-гранатометник загону спеціального призначення. Помер у госпіталі від поранення, отриманого на Донеччині.[29]

### 2023
1. 3 січня 2023 — Околович Олександр, молодший сержант, командир відділення. Загинув у Донецькій області.[30]
2. 14 січня 2023 — Дмитрук Олександр Миколайович, солдат. Загинув поблизу населеного пункту Сергіївка Луганської області.[31]
3. 24 січня 2023 — Твердюк Борис Миколайович. Загинув поблизу с. Павлівка Донецької області.[32]
4. 6 лютого 2023 — Николаїв Михайло. Загинув у бою з російськими окупантами поблизу села Павлівка Донецької області.[33]
5. 14 квітня 2023 — Карпінський Вадим («Карп»). 37 років, м. Львів. Загинув поблизу села Павлівка на Донеччині. Під час штурму ворожих позицій отримав смертельні поранення внаслідок мінометного обстрілу.[34]
6. 17 квітня 2023 — Барна Олег Степанович («Дядько Олег»). 18 квітня 1967.
7. 17 квітня 2023 — Дорохов Валерій Валерійович («Роланд»). 21 червня 1991.
8. 17 квітня 2023 — Побігун Ігор Михайлович.
9. 17 квітня 2023 — Продай Андрій, старший солдат, розвідник-радіотелефоніст. 53 роки. Загинув біля Павлівки Донецької області.[35]
10. 17 квітня 2023 - Вовк Андрій, 49 років. Солдат, старший стрілець, помічник гранатометника. Загинув внаслідок мінно-вибухової травми, яка виявилась несумісною з життям, виконуючи бойове завдання в районі населеного пункту Павлівка Волноваського району Донецької області[36].
11. 19 травня 2023 — Стасюк Олексій. Загинув біля Новомайорського Донецької області від мінно-вибухової травми.[37]
12. 2 червня 2023 — Оністрат Остап Андрійович («Бендер»), 21 рік, старший солдат, оператор відділення ударних БПЛА.[38][39]
13. 9 червня 2023 — Сопіга Руслан Олександрович, солдат.[40]
14. 9 червня 2023 — Данайтис Олександр, солдат. 53 роки.[41]
15. 10 червня 2023 — Квасун Сергій («Квас»), стрілець-оператор. 26 років.[42][43]
16. 10 червня 2023 — Герасимчук Іван Васильович («Гера»), старший сержант, командир відділення. 42 роки.[44][45]
17. 10 червня 2023 — Сижук Геннадій Сергійович. Загинув у в районі населеного пункту Благодатне Донецької області.[46]
18. 10 червня 2023 — Хрущак Степан Володимирович («Норт»). Загинув внаслідок ворожого кулеметного обстрілу в районі населеного пункту Благодатне Донецької області.[47]
19. 16 червня 2023 — Шолудько Олег Миколайович. Загинув внаслідок ворожого обстрілу загинув.[48]
20. 17 червня 2023 — Чорний Сергій. Був солдатом, стрільцем, снайпером єгерського батальйону.[49]
21. 25 липня 2023 - Фурла Юрій Михайлович, 41 рік. Старший солдат, старший розвідник гранатометник 2 розвідувального взводу, 3 єгерського батальйону. Загинув в районі н. п Кармазинівка Сватівського району Луганської області[50].
22. 1 серпня 2023 — Усовський Антон Олександрович («Шаман»). 1984, майстер-сержант.[51]
23. 4 серпня 2023 — Закерничний Олександр Васильович («Письменник»).[52]
24. 21 серпня 2023 — Несенчук Геннадій, солдат, стрілець-санітар 3-го єгерського взводу 9-ї єгерської роти.[53]
25. 21 серпня 2023 — Кірушок Михайло Вікторович, солдат. Загинув поблизу Новоєгорівки на Луганщині внаслідок мінно-вибухової травми.[54]
26. 25 серпня 2023 — Шевченко Іван Григорович, старший солдат.[55]
27. 25 серпня 2023 — Шпонтак Сергій («Сірко»). 10 січня 1977, м. Ужгород. Головний сержант.[56]
28. 26 серпня 2023 — Хованський Андрій, старший лейтенант, командир взводу.[57]
29. 31 серпня 2023 - Камінський Вадим. Старший солдат і старший навідник 1 гранатометного розрахунку протитанкового взводу 1 єгерського батальйону. Загинув під час виконання бойового завдання в районі населеного пункту Райгородка Сватівського району Луганської області[58].
30. 14 жовтня 2023 — Боровець Роман («Добриня»), 29 років. Загинув під час штурму позицій біля села Райгородка на Луганщині.[59]
31. 17 жовтня 2023 — Лішун В'ячеслав Леонідович, вогнеметник у вогнеметному взводі РХБЗ. Загинув від мінно-вибухової травми в районі с. Райгородка Сватівського району Луганщини.[60]
32. 18 жовтня 2023 — Ящук Олександр Андрійович, стрілець, помічник гранатометника. Загинув в районі с. Райгородка Луганської області.[61]
33. 30 жовтня 2023 — Олександр Курильчик, солдат. Помер у госпіталі перебуваючи на військовій службі.[62]
34. 4 листопада 2023 — Добридник Віктор Степанович. 12.10.1977, с. Кричильськ. Загинув біля села Новоєгорівка, Сватівського району, Луганської області.[63][64]
35. 5 листопада 2023 — Безпальчук Олександр Вікторович. 24.10.1976, с. Котюржинці. Загинув в районі села Сергіївка, що в Сватівському районі Луганщини.[65]
36. 7 листопада 2023 — Шулятецький Олександр Петрович. 16.02.1987, с. Летичів. Загинув в районі н.п. Новоєгорівка Сватівського району Луганської області.[66]

### 2024
1. 28 січня 2024 — Шуклін Іван Валерійович («Ріддік»), солдат, гранатометник. Загинув біля населеного пункту Райгородка, Луганська область.[67][68]
2. 4 лютого 2024 — Капітан Степан Петрович. 24 січня 1995, с. Петрилів. Загинув від поранень отриманих в районі н.п. Піски-Радьківські, Ізюмського району Харківської області.[69]
3. 7 лютого 2024 - Кришун Михайло Васильович, 53 роки. Солдат. Загинув на Донеччині[70].
4. 9 лютого 2024 — Шнайдер Олександр Михайлович, механік-водій медичного пункту. Помер в шпиталі м. Харків після обстрілу евакуаційного транспорту на початку лютого в Луганській області.[71]
5. 16 березня 2024 - Василь Ярославович Куропась, 10.02.1982 р. Помер під час лікування від отриманих поранень[72].
6. 21 березня 2024 — Романко Іван Іванович («Калина»), командир відділення.[73]
7. 30 березня 2024 — Брюхович Андрій Андрійович, 18.03.1985, м. Львів, молодший лейтинант, командир взводу.[74]
8. 1 квітня 2024 — Радіо Віталій Миколайович («Радіо»), головний сержант 2-ї єгерської роти 1-го батальйону. Загинув у боях біля н.п Семенівка Покровського району Донецької області.[75]
9. 5 квітня 2024 - Олександр Іваніцький, 18.12.1975, м. Волочиськ. Молодший сержант. Загинув під час виконання бойового завдання біля села Семенівка на Донеччині (Покровський напрямок). Сім місяців вважався зниклим безвісти[76].
10. 6 квітня 2024 - Олексій Шпак, 06.08.1972, с. Нове Село. Загинув в боях в Донецькій області. Майже рік воїн вважався безвісти зниклим. Лише за результатами тесту ДНК вдалося ідентифікувати тіло та повернути захисника[77].
11. 7 квітня 2024 — Ковпак Євген.[78]
12. 8 квітня 2024 — Кроншталь Тарас («Кронштейн»).[79]
13. 10 квітня 2024 — Гап'як Володимир Миронович («Владзьо / Карпати»), старший солдат. Загинув в районі н. п. Семенівка Покровського району Донецької області.[80]
14. 10 квітня 2024 — Опришко Олег («Мокрий»), солдат, номер обслуги. Загинув в районі н. п. Семенівка Покровського району Донецької області.[81]
15. 17 квітня 2024 — Федірко Микола («Безсмертний»), солдат. Загинув поблизу н. п. Семенівка Покровського району Донецької області.[82][83]
16. 28 квітня 2024 — Голубков Олександр.[84]
17. квітень 2024 — Камінечний Степан. 47 років, м. Івано-Франківськ. Загинув біля села Семенівка Донецької області.[85]
18. 6 травня 2024 — Сущик Дмитро («Западен»). м. Нікополь Дніпропетровської області. Загинув біля села Семенівка Донецької області.[86]
19. 20 травня 2024 — Бонис Олександр. Помер у госпіталі Мечнікова в Дніпрі.[87]
20. 22 травня 2024 — Білогруд Володимир Володимирович («Спінінгіст»), молодший сержант, командир відділення протитанкового взводу. Загинув біля села Уманське Покровського району Донецької області.[88]
21. травень 2024 — Батура Андрій, молодший сержант, командир розвідувального відділення.[89]
22. 26 травня 2024 — Підколесний Петро. 40 років, с. Волоське. Загинув під час виконання бойового завдання в районі села Уманське на Донеччині.[90]
23. 6 червня 2024 — Панас Тарас, командир відділення.[91]
24. 30 червня 2024 — Альфавіцкий Олег Михайлович.[92]
25. 4 липня 2024 — Кушніренко Віктор Миколайович. 4 травня 1973 [93]
26. 16 серпня 2024 — Пушкарйов Іван. 17.06.1980, с. Рахиня Івано-Франківської області.[94]
27. 16 серпня 2024 - Артур Поляруш, 1993 р.н. Номер обслуги 3 кулеметного відділення кулеметного взводу єгерського батальйону. Загинув  в районі Комишівки Покровського району Донецької області. До 2025 року вважався зниклим без вісти[95].
28. 3 вересня 2024 — Кравчук Валентин, старший солдат.[96]
29. 11 вересня 2024 — Грондашевський Віктор. 2.04.1988, м. Львів.[97]
30. 26 вересня 2024 — Левків Володимир. 25.01.1970, м. Львів [98]
31. 18 жовтня 2024 — Стельмах Віктор Миколайович («Саба») молодший сержант. 1995, Рівненщина. Його вважали одним з найкращих операторів БПЛА у бригаді, стояв біля витоків створення підрозділу «Шершні Довбуша».[99]
32. 21 жовтня 2024 — Кравчук Анастасія, бойова медикиня. 5 травня 1997, с. Лихолітки. Померла під час виконання військового обов'язку від ускладнень здоров'я.[100]
33. 15 грудня 2024 — Петрик Олександр Миколайович. 29 квітня 1979, с. Житники, проживав в Делятині. Помер в лікарні імені Мечникова в Дніпрі.[101]

### 2025
- 11 січня 2025 — Валерій Шевчук, 09.03.1980, м. Хмельницький. Загинув в результаті ракетного обстрілу ворога на бойових позиціях у Донецькій області[102].
- 29 березня 2025 — Денисов-Товт Георгій. 20.10.1999, м. Львів.[103]